# راپسودی بالتیک
راپسودی بالتیک (لهستانی: Rapsodia Bałtyku) یک فیلم ملودرام به کارگردانی لئونارد بوچکوفسکی است که در سال ۱۹۳۵ منتشر شد.

## گزیدهٔ بازیگران
- ماریا بوگدا
- باربارا اُروید
- آدام بروجیش
- میه‌چیسواف سیبولسکی
- یژی مار
- استانیسواو شیه‌لاینسکی
- پاوئو اوروئو